# Notum
Der Ausdruck Notum (von altgriechisch νῶτον nōton, deutsch ‚Rücken‘) bezeichnet bei Insekten den vorderen sklerotisierten (verhärteten) Teil des Tergums. Die Nota der drei Segmente des Thorax heißen von vorn nach hinten Pronotum (Vorderbrust), Mesonotum (Mittelbrust) und Metanotum (Hinterbrust). 
Ein Tergum (Plural Terga) ist der dorsale (rückenseitige) Teil eines Körpersegments bis zu den Pleuren. Vielfach werden die Begriffe Tergum und Notum auch gleichbedeutend verwendet. 
Jeder sekundär vom Notum abgegrenzte Bezirk wird als Tergit bezeichnet, beispielsweise Halsschild (Proscutum) und Schildchen (Scutellum). Insbesondere bei Segmenten des Hinterleibs wird der Begriff Tergit häufig auch für das gesamte Notum verwendet.